# Ormiscodes latifasciata
Ormiscodes latifasciata är en fjärilsart som beskrevs av Eugène Louis Bouvier 1935. Ormiscodes latifasciata ingår i släktet Ormiscodes och familjen påfågelsspinnare. Inga underarter finns listade i Catalogue of Life.